# Нова Олександрівка (Обухівський район)
Нова́ Олекса́ндрівка — село в Україні, у складі Миронівської громади Обухівського району Київської області. Розташоване за 7 км від міста Миронівка. Населення становить 86 осіб.[коли?][джерело?]
Раніше село входило до складу Миронівської міськради (у 1958–2018 роках), а ще раніше — до Владиславської (1954–1958) та Гулівської (до 1954) сільрад.
На відміну від інших сіл Миронівської громади Нова Олександрівка не входить до жодного старостинського округу.

## Історія
Село було засноване у 1924 році.
У 1929 році жителі Нової Олександрівки обʼєдналися у сільськогосподарську артіль, яку назвали іменем червоного командира Будьонного.
За часів Голодомору 1932—1933 років село називалося хутір Будьонного і входило до Гулівської сільради Богуславського району. Тоді тут проживало лише 2 сімʼї, з яких загинуло 13 людей, в тому числі 11 дітей. За іншими даними хутори Ново-Олександрівка та Ново-Українка, розташовані на околиці Миронівки, входили до складу Гулівської сільради і разом складали колгосп ім. Будьонного. За підрахунками 1993 року, у Ново-Олександрівці під час Голодомору загинуло 56 людей.
У 1935 році Гулівська сільрада увійшла до відновленого Миронівського району.
Після Другої світової війни діти з Нової Олександрівки ходили до залізничної школи у Миронівці.
Станом на 1 вересня 1946 року Нова Олександрівка входила до Гулівської сільради разом з селами Гулі та Вахутинці.
У грудні 1950 року обʼєдналися колгоспи «Більшовик» селища Миронівка та ім. Будьонного села Нової Олександрівки, утворивши колгосп ім. Жданова селища Миронівка.
10 серпня 1954 року був виданий Указ Президії Верховної Ради УРСР «Про укрупнення сільських рад депутатів трудящих в Київській області», яким Гулівська сільська рада приєднувалася до Владиславської сільської ради Миронівського району з центром у селі Владиславка.
10 травня 1958 року видано рішення виконавчого комітету Київської обласної ради депутатів трудящих №347 «Про уточнення обліку населених пунктів Київської області», відповідно до якого село Нова Олександрівка було віднесене до Миронівської селищної ради.
18 березня 1968 року селище міського типу Миронівка було віднесене до категорії міст районного підпорядкування, відповідно Миронівська селищна рада стала міською радою.
Наприкінці 60-х років у селі Нова Олександрівка діяли школа, клуб, медпункт, магазин.
У 2005 році площа села Нова Олександрівка становила 33 га, де були розташовані 44 двори із населенням 93 особи.
У 2011 році населення села складало 74 особи.
У 2018 році Миронівська міська рада об'єдналася з Центральненською і Яхнівською сільськими радами Миронівського району у нову Миронівську об'єднану територіальну громаду. Зокрема, Нова Олександрівка увійшла до новоутвореної громади.
12 червня 2020 року Миронівська територіальна громада була затверджена у ширшому складі.

## Населення

### Мова
Розподіл населення за рідною мовою за даними перепису 2001 року:
| Мова       | Відсоток |
| ---------- | -------- |
| українська | 96,51%   |
| російська  | 3,49%    |